# The Jubalaires
The Jubalaires est un groupe de gospel américain actif entre 1940 et 1950. Auparavant connu sous le nom de Royal Harmony Singers en 1936, le groupe est connu pour ses couplets rythmiques rimés, qui seraient considérés comme l'une des premières formes de musique dans le genre de ce qui deviendra le rap.

## Histoire
Le 14 novembre 1942, le groupe atteint la 10e place des charts RnB le 14 novembre 1942, avec Praise the Lord and Pass the Ammunition, une chanson adaptée du discours d'un aumônier de la marine en réponse à l'attaque de Pearl Harbor l'année précédente. Parmi les autres sorties, citons Before This Time Another Year/Ezekiel (Saw the Wheel A Rollin') (publié sous le label Decca Records), God Almighty's Gonna Cut You Down /Go Down Moses (King Records) et My God Called Me this Morning/Ring that Golden Bell (King Records).
Decca Records produit des enregistrements issus d'une session avec Andy Kirk le 27 novembre 1945 : I Know / Get Together with the Lord créditée à Andy Kirk and His Orchestra avec The Jubalaires. Un troisième morceau enregistré pendant la session, Soothe Me, est resté inédit. En 1946, The Jubalaires obtiennent une place dans l'émission de radio CBS d'Arthur Godfrey. Willie Johnson quitte le Golden Gate Quartet pour prendre la tête du groupe en 1948. En 1950, le groupe apparait dans le film de comédie musicale Jamais deux sans toi,.
Dreaming of the Ladies in the Moon (Crown Records) est noté 78/100 par le magazine Billboard , dans le numéro du 17 avril 1954, commentant que « les garçons ici arrivent avec une lecture forte sur une ballade lumineuse à la saveur évocatrice. » Le critique compare alors le traitement de la chanson des Jubalaires avec le style des Mills Brothers et prédit qu'elle pourrait devenir un succès retentissant. Dans le numéro du 15 décembre 1951, Billboard fait l'éloge de la performance du groupe sur la sortie David and Goliath/I've Done My Work (Capitol Records). Cependant, dans le numéro du 4 août 1951, les éloges fournis ne mentionnaient pas la chanson Rain is the Teardrops of Angels / Keep on Doin 'What You're Doin,.
La plupart des titres des Jubalaires sont produits par Queen Records, une filiale de King Records spécialisée dans la musique afro-américaine, puis plus tard par King Records.

### Membres originaux
- Orville Brooks — chant (18 avril 1902 — 5 mars 1969)[13]
- Theodore Brooks — chant (9 novembre 1904 — 4 avril 1963)[14]
- Caleb Ginyard — chant (1910 — 1978) [13]
- George McFadden — chant

### Autres membres
- Willie Johnson